# Diacyclops charon
Diacyclops charon – gatunek widłonoga z rodziny Cyclopidae. Opisał go w 1931 roku niemiecki zoolog Friedrich Kiefer, nadając mu nazwę Cyclops charon. 